# Sonate K. 203
La sonate K. 203 (L.380) en mi mineur est une œuvre pour clavier du compositeur italien Domenico Scarlatti.

## Présentation
La sonate K. 203, en mi mineur, notée Vivo non molto, forme le second membre d'une paire, avec la sonate K. 198 de même tonalité ; toutes les deux se trouvent dans le volume IV du manuscrit de Parme. Les sonates K. 203 à 205 ne figurent pas dans les manuscrits de Venise et la K. 198 y est présentée seule, dans le volume II, no 27. La sonate commence avec une série de notes ornées et se poursuit avec de curieuses syncopes asymétriques. L'œuvre est peut-être liée à une autre : la Toccata I en ré mineur (1744) du compositeur et organiste Vicente Rodríguez (1685–1760).

## Manuscrits
Le manuscrit principal est le numéro 21 de Parme IV (Ms. A. G. 31409), copié en 1752 ; les autres sont Münster III 24 (Sant Hs 3966) et Vienne E 22 (VII 28011 E). Une copie figure à Lisbonne, ms. FCR/194.1 (no 31).

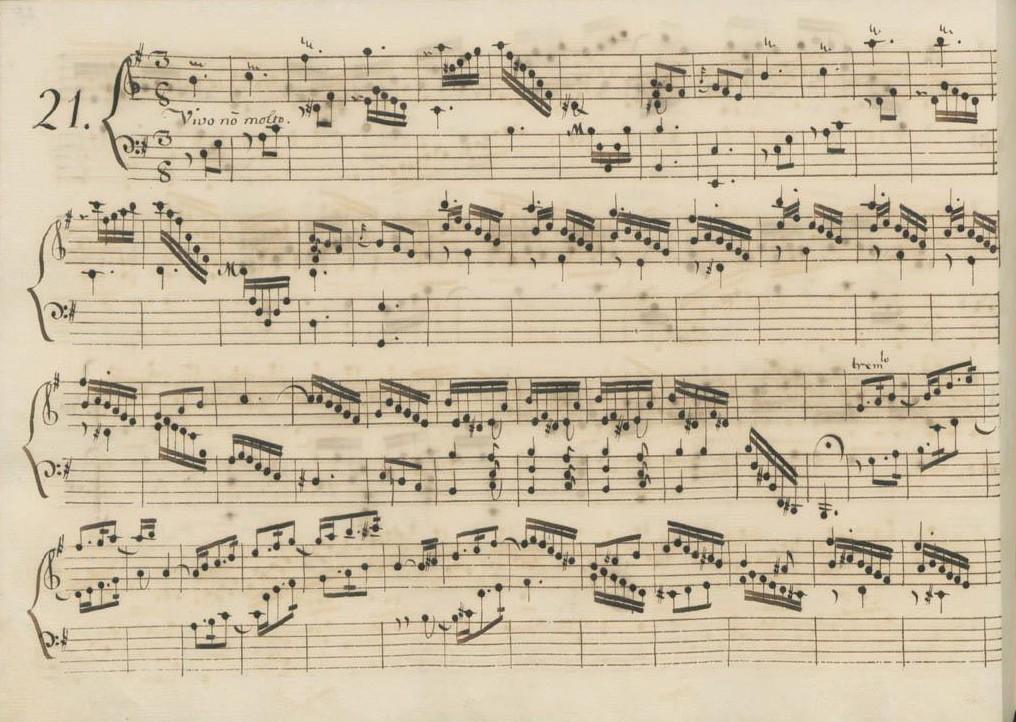
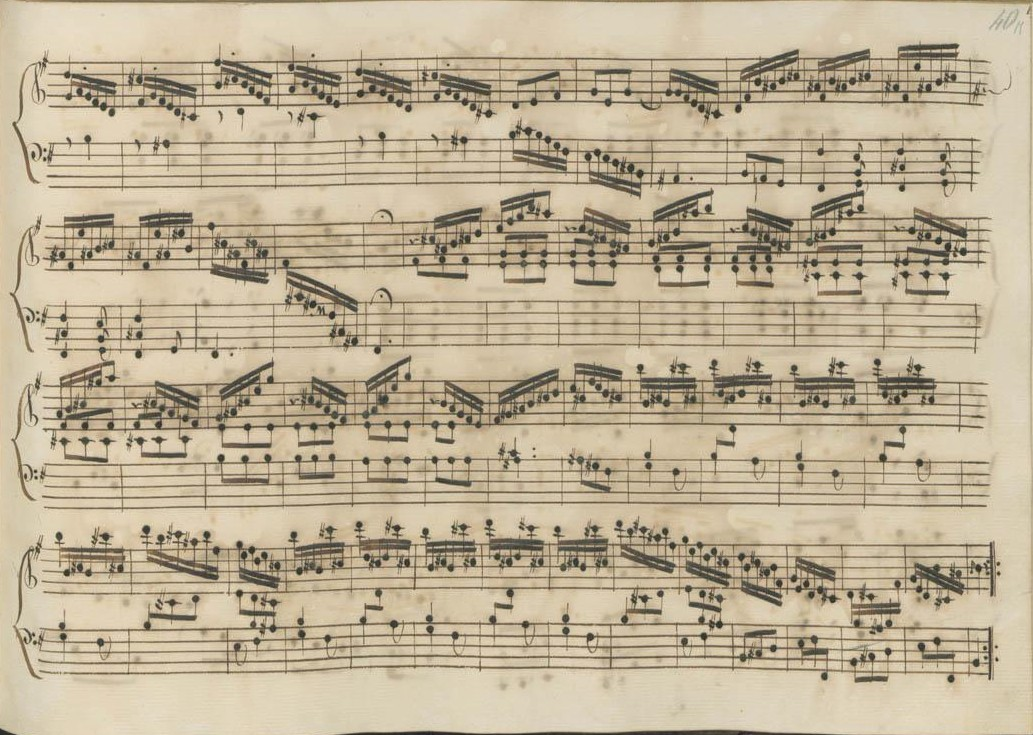

## Interprètes
La sonate K. 203 est défendue au piano, notamment par Jenő Jandó (1999, Naxos), Linda Nicholson (2004, Capriccio), Carlo Grante (2009, Music & Arts, vol. 2) et Alberto Urroz (2017, IBS) ; au clavecin par Luciano Sgrizzi (1964, Accord), Huguette Dreyfus (1978, Denon), Scott Ross (1985, Erato), Luc Beauséjour (1995 Analekta), Andreas Staier (1991, DHM), Richard Lester (2003, Nimbus, vol. 3) et Pieter-Jan Belder (Brilliant Classics) et Mario Martinoli (2015, Etcetera). Janne Rättyä la joue à l'accordéon (2014, Ondine).

## Sources
: document utilisé comme source pour la rédaction de cet article.
- Ralph Kirkpatrick (trad. de l'anglais par Dennis Collins), Domenico Scarlatti, Paris, Lattès, coll. « Musique et Musiciens », 1982 (1re éd. 1953 (en)), 493 p. (ISBN 978-2-7096-0118-4, OCLC 954954205, BNF 34689181).
- Alain de Chambure, « Domenico Scarlatti : Intégrale des sonates — Scott Ross », Erato (2564-62092-2), 1985 (OCLC 891183737) .
- (en) Carlo Grante, « Domenico Scarlatti, intégrale des sonates pour clavier (vol. 2) », p. 23, Music & Arts (CD-1291), 2009 (OCLC 840087257) .
- (es) Celestino Yáñez Navarro (thèse), Nuevas aportaciones para el estudio de las sonatas de Domenico Scarlatti. Los manuscritos del Archivo de Música de las Catedrales de Zaragoza, Université autonome de Barcelone, 2016 (lire en ligne)